# Catedral de Sant Pere i Sant Pau (Bristol)
La Catedral de Sant Pere i Sant Pau de Bristol és la seva catedral catòlica. Construïda entre 1969 i 1973 substituint l'anterior Pro-catedral a un lloc diferent.
Aquest edifici està catalogat com a Grau II*.

## Història
Aquesta catedral es va construir per a substituir l'anterior Pro-catedral dels Sants Apòstols, construïda el 1848 a Park Place, la qual necessitava una urgent reforma. A la dècada de 1960 el bisbe Rudderham va decidir la reforma d'aquesta, però el generós oferiment d'un grup d'homes de negoci, va fer que en lloc de la reforma que s'estava estudiant de forma molt seriosa, es construís una de nova a un lloc nou a Clifton Park que es va acabar en 1973.
El 1965 el despatx d'arquitectes Percy Thomas Partnership va dissenyar la nova catedral. El disseny acordat entre el bisbat i els arquitectes consistia en que un milenar de feligresos es poguessin agrupar al voltant de l'altar per poder tenir una participació plena i activa en la celebració de la missa. Altres requisits tractaven sobre la situació de la Capella del Santíssim Sagrament, la pila baptismal i el faristol. La disposició d'aquests elements en relació al moviment de les persones que entren i surten varen influir en el disseny i en la forma de l'edifici.

## Entrada
Les grans portes d'entrada incorporen els escuts d'armes de la ciutat i el comtat de Bristol i l'Escut del setè bisbe de Clifton, Joseph Rudderham. Les principals portes de la catedral són la de Sant Pere (est) i la de Sant Pau [oest].

## Interior

### Nàrtex

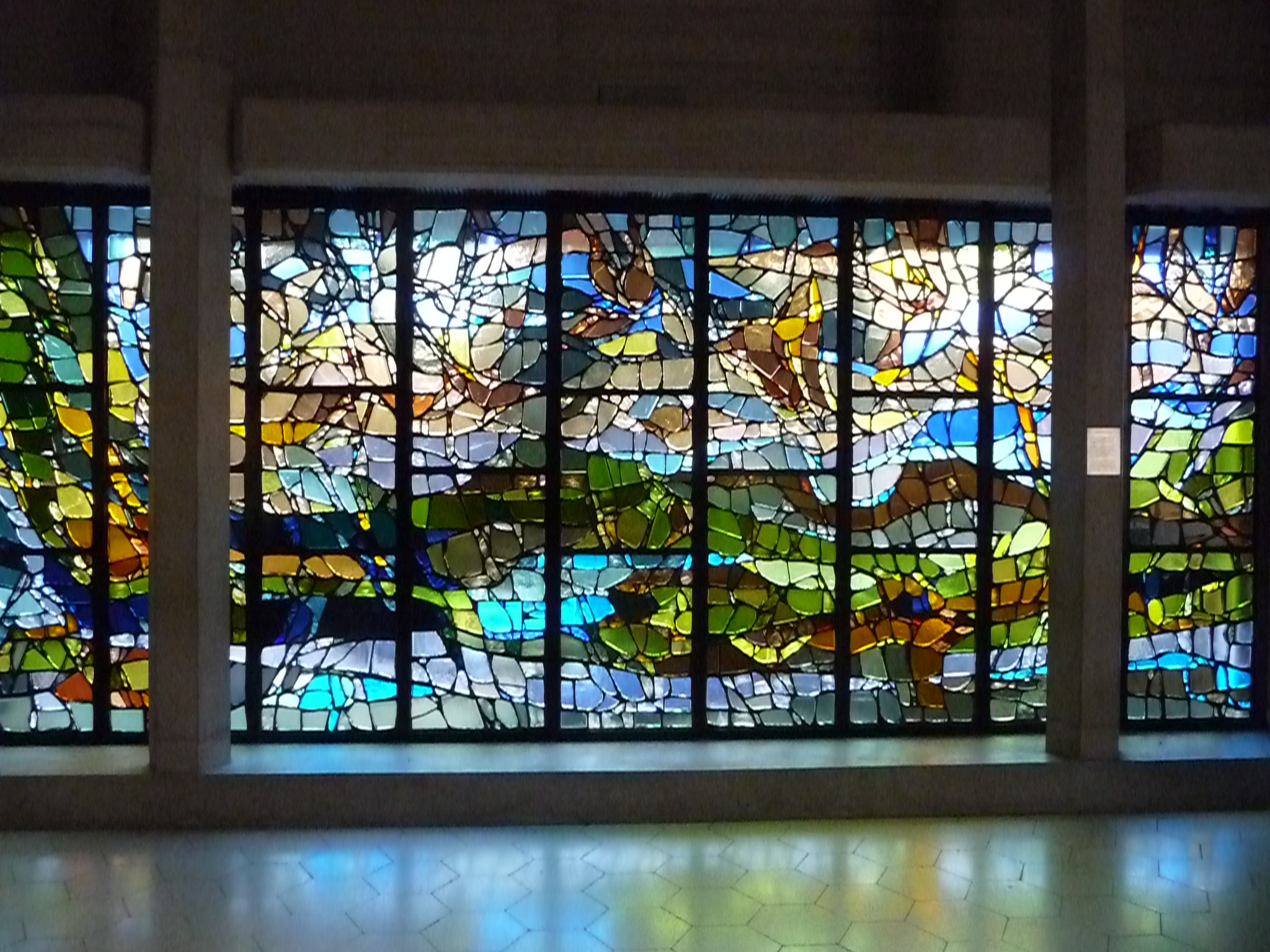
Vidrieres del nàrtex

Les portes d'entrada porten al nàrtex que conté dues finestres de vidres de color, per a la construcció de la qual es varen fer servir més de 8.000 peces de vidre recollides de molts llocs d'Europa.
La finestra de l'esquerra anomenada Goig, expressa la llibertat i l'alegria que podríem experimentar en el descobriment de l'Esperit de Déu en les meravelles de la natura al món: caminar sobre una platja oberta on la terra, el mar i el cel es troben i barregen mostrant la bellesa de la natura.
La finestra més gran, Pentecosta, expressa l'experiència joiosa de la presència de l'Esperit de Déu.

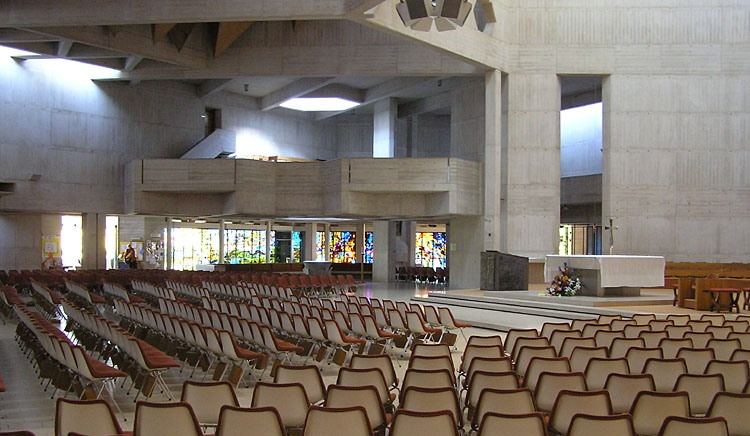
Interior de la catedral. Es pot veure la nau, el faristol, la pila baptismal i les vidrieres

### Baptisteri
La pila baptismal en pedra de Portland té tallat un peix, antic símbol de Crist (Ichthys). Hi ha una inscripció que diu 'Once you were no people now you are God's People' ('Abans no éreu poble, ara sou Poble de Déu') (1 Pere 2:10). L'arquitecte ha utilitzat la llum blanca natural per tal d'emfatitzar la importància del baptisteri en la vida del cristià.

### Nau
La nau té una capacitat per a 1 000 persones, disposades al voltant de tres costats d'una forma hexagonal, de forma que ningú estigui a més de 15 metres de l'Altar. També podem observar que quan se celebra el Sagrament del Baptisme, aquest pot ser vist per a tothom, ja que la pila baptismal està situada a la part davantera de la catedral per tal que tothom pugui participar en la celebració.

### Faristol
El Faristol està fet de contraxapat i cobert de fibra de vidre.